# Лили Колинс
Лили Џејн Колинс (енгл. Lily Jane Collins; Гилфорд, 18. март 1989) британска и америчка је глумица. Истакла се улогом Снежане у филму Огледалце, огледалце (2009), Кларисе Фреј у филму Инструменти смрти: Град костију (2013), Елен у филму До кости (2017) и Лиз Кендал у филму Крајње поремећен, шокантно окрутан и зао (2019). Највећу славу стиче улогом Емили Купер у серији Емили у Паризу (2020—данас).

## Детињство
Рођена је 18. марта 1989. у Гилфорду. Ћерка је музичара Фила Колинса и његове друге супруге, Џил Тавелман. Деда по мајци јој је био Јеврејин који је више година био власник мушког бутика из Беверли Хилса.
Након развода родитеља 1996. када је имала шест година, преселила се у Лос Анђелес са мајком. Студирала је радиодифузно новинарство на Универзитету Јужне Калифорније. Као тинејџерка патила је од поремећаја у исхрани.

## Каријера
Ћерка је познатог музичара Фила Колинса и његове друге супруге Џил Тавелман. Каријеру је започела у телевизијској серији Беверли Хилс, 90210: Следећа генерација, где је играла ученицу Фиби Абрамс. У 2010. години, Лили игра ћерку Сандре Булок у филму Мртав угао.
Глумила је Снежану у филму Огледалце, огледалце, који је комична фантазија из 2012. године, снимљена по мотивима популарне бајке Снежана.

## Приватни живот
Колинс је 2013. изјавила да не воли јавно да расправља о интересовању за своје везе због сведочења о тешкоћама изазваним медијским извештавањем о разводу родитеља. У септембру 2020. године, објавила је веридбу са америчким филмским редитељем и писцем, Чарлијем Макдаулеом. Венчали су се 4. септембра 2021. године у Дантон Хот Спрингсу. У марту 2023. објављено је да су купили кућу у близини Копенхагена. Године 2025. добили су прво дете путем сурогат-мајчинства.

## Филмографија

### Филм
| Година | Српски назив                             | Изворни назив | Улога                 | Напомене       |
| ------ | ---------------------------------------- | ------------- | --------------------- | -------------- |
| 1999.  | Тарзан                                   |               | беба мајмуна          |                |
| 2009.  | Мртав угао                               |               | Колинс Туи            |                |
| 2011.  | Свештеник                                |               | Луси Пејс             |                |
| 2011.  | Отмица                                   |               | Карен Марфи           |                |
| 2012.  | Огледалце, огледалце                     |               | Снежана               | [ 18 ]         |
| 2012.  | Заглављени у љубави                      |               | Саманта Борџенс       |                |
| 2013.  | Професорка енглеског                     |               | Хали Андерсон         |                |
| 2013.  | Инструменти смрти: Град костију          |               | Клари Фреј            |                |
| 2014.  | Љубав, Рози                              |               | Рози Дан              |                |
| 2016.  | Правила не важе                          |               | Марла Мабри           |                |
| 2017.  | До кости                                 |               | Елен („Ели”)          |                |
| 2017.  | Окча                                     |               | Ред                   |                |
| 2018.  | Н/Д                                      |               | принцеза Дон          | гласовна улога |
| 2019.  | Крајње поремећен, шокантно окрутан и зао |               | Елизабет „Лиз” Кендал |                |
| 2019.  | Толкин                                   |               | Идит Толкин           | [ 19 ]         |
| 2020.  | Н/Д                                      |               | Лорен Монро           |                |
| 2020.  | Манк                                     |               | Рита Александер       | [ 20 ]         |
| 2024.  | MaXXXine                                 |               | Моли Бенет            |                |

### Телевизија
| Година     | Српски назив                            | Изворни назив | Улога           | Напомене                                       |
| ---------- | --------------------------------------- | ------------- | --------------- | ---------------------------------------------- |
| 2009.      | Беверли Хилс, 90210: Следећа генерација |               | Фиби Ејбрамс    | 2. епизоде                                     |
| 2016–17.   | Последњи тајкун                         |               | Сесилија Брејди | главна улога; 9 епизода                        |
| 2018–19.   | Јадници                                 |               | Фантина         | мини-серија; 3 епизоде                         |
| 2020–данас | Емили у Паризу                          |               | Емили Купер     | главна улога; 20 епизода, такође продуценткиња |

### Музички спотови
| Година | Назив | Улога        | Извођач |
| ------ | ----- | ------------ | ------- |
| 2013.  | „”    | ванземаљка   |         |
| 2013.  | „”    | себе         |         |
| 2019.  | „”    | нова девојка |         |